# في السيليكون
في السيليكون

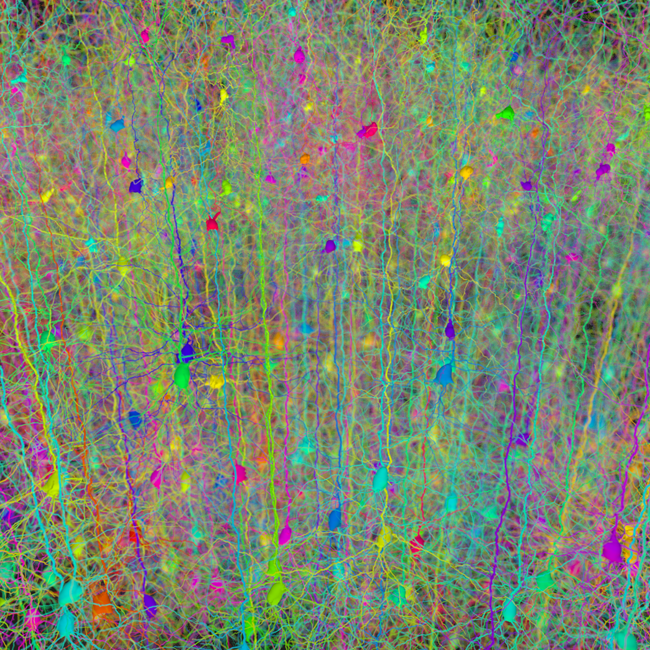

في السيلكون (باللاتينية: In silico) هو تعبير يستخدم ليعني «يقوم على الكمبيوتر أو عن طريق المحاكاة بالكمبيوتر أو محاكاة بالحاسوب.» هذه العبارة التي ظهرت في عام 1989 ميلادي باعتبار ذلك قياسا على العبارات اللاتينية الشائعة في المختبرات العلمية المماثلة والتي تستخدم عادة في علم الأحياء (انظر أيضا علم أحياء الأنظمة) والرجوع إلى التجارب التي تتم في داخل الكائنات الحية في الحيوية (باللاتينية: In vivo) وخارج للكائنات الحية أي خارج الحيوية (باللاتينية: In vitro)، على التوالي.

## اقرأ أيضا
- في الرحم
- خارج الحيوية
- في الحيوية
- في الموقع
- محاكاة بالحاسوب في الدراسات التنظيمية